# Etta Lee
Etta Lee, nacida como Etta Lee Frost (Kauai, Hawái, 12 de septiembre de 1906-Eureka, California, 27 de octubre de 1956) fue una actriz estadounidense que trabajó en películas mudas, conocida por interpretar papeles secundarios.

## Biografía
Lee nació el 12 de septiembre de 1906 en Kauai, Hawái. Su padre era un médico chino y su madre era de ascendencia francesa. Se crio en California y obtuvo su título en educación en Occidental College en Los Ángeles. Lee regresó a Hawái para ser maestra, antes de regresar a Los Ángeles para comenzar su carrera como actriz.
La primera aparición de Lee en la industria cinematográfica fue en A Tale of Two Worlds en 1921, donde interpretó a Ah Fah, una sirviente china. Interpretó a otra sirvienta china llamada Liu en la película de 1923 The Remittance Woman, una sirvienta en The Untameable (1923), A Thief in Paradise (1925), The Trouble with Wives (1925) e International House (1933). Otros papeles que fueron llamados exóticos en donde fue elegida incluyeron una esclava en una tabla de arena en The Thief of Bagdad (1924). En 1923 fue llamada la única mujer euroasiática de las películas.
Lee comentó directamente sobre la falta de diversidad en sus papeles en un artículo de 1924. Señaló que "Estoy preparada... para mostrar impulso oriental y complejidades emocionales. Pero en este campo aún no he tenido la oportunidad". Continuó argumentando que incluso en términos de obtener papeles destinados a mujeres chinas, a menudo la rechazaban por ser de raza mixta y no se veía lo suficientemente china.
Hizo su primera aparición en el teatro en el verano de 1927, con una producción de The Scarlet Virgin en Los Ángeles.
En 1932, Lee se casó con Frank Robinson Brown, un locutor de radio nacido en Gales, y tras el matrimonio se retiró de la actuación. Fue muy activa en su comunidad tras su retiro, convirtiéndose en presidenta del Eureka Woman's Club. También fue miembro activo en la Iglesia episcopal. Murió a los 50 años el 27 de octubre de 1956, en su casa en Eureka, California.

## Filmografía
- A Tale of Two Worlds (1921)
- The Toll of the Sea (1922)
- The Remittance Woman (1923)
- The Untameable (1923)
- The Thief of Bagdad (1924)
- A Thief in Paradise (1925)
- The Dressmaker from Paris (1925)
- Recompense (1925)
- The Trouble with Wives (1925)
- Camille (1926)
- The Chinese Parrot (1927)
- Out with the Tide (1928)
- Manchu Love (1929)
- International House (1933)
- The Mysterious Mr. Wong (1934)
- Clive of India (1935)
- Let's Live Tonight (1935)